# Brisinga parallela
Brisinga parallela är en sjöstjärneart som beskrevs av Jean Baptiste François René Koehler 1909. Brisinga parallela ingår i släktet Brisinga och familjen Brisingidae. Inga underarter finns listade i Catalogue of Life.